# جنبش ماری اسکودوسکا کوری
جنبش ماری اسکودوسکا کوری (به انگلیسی: Marie Skłodowska-Curie Actions) یا (MSCA) مجموعه ای از کمک هزینه‌های بزرگ تحقیقاتی جابجایی است که توسط کمیته اروپا/ اتحادیه اروپا برای حمایت از تحقیق در منطقه تحقیقاتی اروپا ایجاد شده‌است. جنبش (MSCA) که در سال ۱۹۹۶ میلادی تأسیس گردیده و از سال ۲۰۱۴ با عنوان جنبش ماری اسکودوسکا کوری شناخته می‌شود، پرورش توسعه شغلی و آموزش محققان در تمامی مراحل شغلی را مورد هدف قرار می‌دهد. این کمک هزینه‌ها با هدف ترویج تحقیقات میان رشته‌ای و همکاری‌های بین‌المللی در نظر گرفته شده‌اند و حامی دانشمندان نه تنها در اتحادیه اروپا بلکه سراسر دنیا هستند. کمک هزینه‌های این جنبش از رقابتی‌ترین و معتبرترین جوایز در سطح اروپا می‌باشند که با هدف حمایت از بهترین و معتمدترین دانشمندان شکل گرفته‌اند.

## تأمین مالی
درحال حاضر جنبش ماری کوری از طریق هشتمین برنامه چارچوبی توسعه فنی و تحقیقاتی (با نام افق ۲۰۲۰) تأمین مالی می‌گردد و به 'رکن اول' یا به عبارت دیگر «علم ممتاز» تعلق دارد. شورای تحقیق اروپا بیش از ۶ میلیارد یورو به این طرح تأمین مالی اختصاص داده‌است. تا مارس ۲۰۱۷ بیش از ۱۰۰٬۰۰۰ محقق توسط جنبش ماری کوری مورد حمایت قرار گرفته‌اند. برای نشان دادن این نقطه عطف، کمیسیون اروپا ۳ نفر از نویدبخش‌ترین محققان (که بیشترین نمرات ارزیابی را در سال ۲۰۱۶ کسب کردند) را به عنوان نمادی از اقدامات اتحادیه اروپا در راستای تعالی علم و جابجایی در سطح جهانی در تحقیق انتخاب نمود.
اسم این جنبش برگرفته از دانشمند لهستانی - با تابعیت فرانسوی - می‌باشد که اولین زنی بود که برنده جایزه نوبل، اولین شخص و تنها زنی که دو مرتبه برنده این جایزه، و همچنین تنها شخصی که جایزه نوبل را در دو علوم مختلف فیزیک و شیمی برنده شد.

### انواع منابع مالی
کمک هزینه‌های تحصیلی توسط کمیسیون اروپا در تمامی رشته‌های علمی در چارچوب افق ۲۰۲۰ اهدا می‌گردد.
جنبش ماری کوری در طرح‌های زیر دسته‌بندی می‌شود:
- شبکه‌های تحقیق (ITN)
- کمک هزینه‌های فردی (IF)
- تبادل نیرو در تحقیق و نوآوری (RISE)
- همکاری مالی برنامه‌های منطقه ای، ملّی و بین‌المللی شامل جابجایی (COFUND)
- شبی با محققان اروپایی (NIGHT)

جنبش ماری کوری در چارچوب افق ۲۰۲۰ که از سال ۲۰۱۴ به اجرا در می‌آید، مبلغ ۶٫۱۶ میلیارد یورو کمک‌های مالی اهدا خواهد کرد.